# Milan Sládek

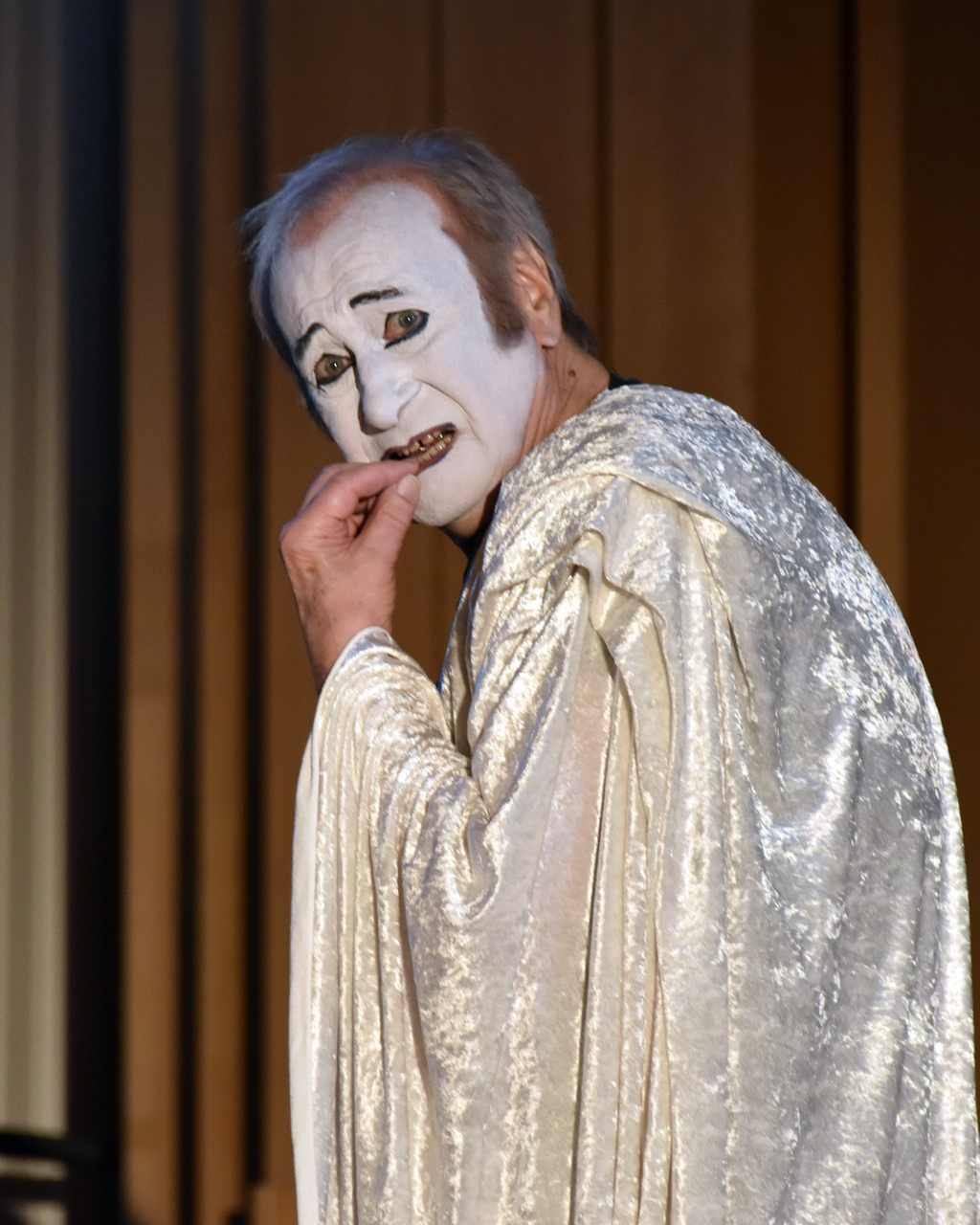
Milan Sládek (2019)

Milan Sládek (23. února 1938, Streženice, Československo – 4. prosince 2024) byl slovenský herec – mim, choreograf, režisér a divadelní pedagog. Jeho mezinárodně nejznámější pantomimickou postavou se stal Kefka z představení Boule.

## Stručný životopis
Po absolvování řezbářství na Střední uměleckoprůmyslové škole v Bratislavě, studoval herectví (v letech 1957–1958 na VŠMU v Bratislavě a 1958–1960 v studiu u E. F. Buriana v Praze). V roce 1959 s Eduardem Žlábkem založil v Praze pantomimický soubor, který od roku 1961 až do zákazu v roce 1968 působil v Bratislavě; uvedl např. inscenace Hadrář, Postřehy, Únos do ticha, Komedie o Tobiášovi. V letech 1968–1990 působil v SRN. V emigraci založil v Kolíně nad Rýnem Theater Kefka (1974), kde rozvíjel vlastní divadelní poetiku.
V roce 1992 založil organizaci Divadlo Aréna, od roku 1997 do roku 2003 byl jejím ředitelem.

## Ocenění
V roce 2000 mu prezident Slovenské republiky Rudolf Schuster propůjčil slovenské státní vyznamenání Řád Ľudovíta Štúra III. třídy.